# Всеобъемлющее и прогрессивное соглашение о Транстихоокеанском партнёрстве
Всеобъемлющее и прогрессивное соглашение о Транстихоокеанском партнерстве (ВПТТП / The Comprehensive and Progressive Agreement for Trans-Pacific Partnership (CPTPP)) — это соглашение о торговле и экономической интеграции первоначально одиннадцати стран (ТТП-11), с 2023 год - двенадцати стран (ТТП-12), созданное в январе 2018 года на базе Транстихоокеанского партнёрства.

## История
Соглашение ВПТПП возникло на основе Транстихоокеанского партнерства (ТТП), которое так и не было ратифицировано из-за выхода Соединенных Штатов. При этом Япония взяла на себя ведущую роль вместо США.
В январе 2018 года ВПТПП был создан как последующее соглашение, сохранившее две трети положений своего предшественника; 22 меры, одобренные США, но оспариваемые другими подписавшими сторонами, были приостановлены, в то время как порог для принятия был снижен, чтобы не требовать присоединения США.
Соглашение о создании ВПТПП было подписано 8 марта 2018 года Австралией, Брунеем, Канадой, Чили, Японией, Малайзией, Мексикой, Новой Зеландией, Перу, Сингапуром и Вьетнамом. Церемония прошла в Сантьяго, Чили.
31 октября 2018 года Австралия стала шестой страной, ратифицировавшей соглашение и через 60 дней оно вступило в силу для первых шести ратифицировавших стран 30 декабря 2018 года

## Переговоры
В ходе раунда переговоров, проходивших одновременно с форумом Азиатско-Тихоокеанского экономического сотрудничества во Вьетнаме в ноябре 2017 года, премьер-министр Канады Джастин Трюдо отказался подписывать соглашение в принципе, заявив о своих сомнениях относительно положений о культуре (настаивал на защите культурных и языковых прав, особенно касающихся франкоговорящего меньшинства) и автомобилестроении (процент запчастей в автомобиле, произведённых в странах ВПТТП, для беспошлинного ввоза в Канаду был ниже и конфликтовал с уже принятым в рамках НАФТА). Средства массовой информации в Австралии, Новой Зеландии и Японии, которые решительно поддерживали быстрое продвижение сделки, резко раскритиковали то, что они изобразили как канадский саботаж.
Однако, Япония, которая является крупным экспортером автомобильных деталей, также решительно поддержала более низкие требования к беспошлинному ввозу автомобилей.
В январе 2018 года Канада объявила, что подпишет ВПТПП после получения обязательных дополнительных писем по культуре со всеми другими странами-участницами, а также двусторонних соглашений с Японией, Малайзией и Австралией, касающихся нетарифных барьеров. Ассоциация производителей автозапчастей Канады резко раскритиковала устранение нетарифных барьеров, отметив, что таким образом возникает напряжённость с США, которые движутся в противоположном направлении, требуя более строгих стандартов импорта в ходе пересмотра НАФТА, позднее ЮСМСА.
В феврале 2019 года министр диверсификации международной торговли Канады Джим Карр выступил с программной речью на семинаре по теме "ВПТТП — расширение горизонтов вашего бизнеса", обратившись к предприятиям и заявив, что использование соглашения обеспечивает мост, который позволит легче обмениваться клиентами, товарами и услугами.

## Содержание соглашения

### Модификация ТТП
ВПТТП включает в себя большинство положений отмененного ТТП, используя mutatis mutandis.
Несколько положений статьи 30 ТТП были приостановлены для ВПТТП, в том числе:
- Присоединение (30.4)
- Вступление в силу (30.5)
- Вывод (30.6)
- Аутентичные тексты (30.8).

Окончательный текст ВПТТП в основном идентичен первоначальному ТТП, за исключением некоторых положений, выдвинутых Соединенными Штатами, но не поддержанных другими членами. В главе об интеллектуальной собственности сроки действия авторских прав и патентов были сокращены по сравнению с ТТП, а стандарты цифровой защиты интеллектуальной собственности были устранены. Положения, разрешающие использование урегулирования споров между инвесторами и государством для инвестиционных соглашений и разрешений, также были отменены. Подводя итог, ВПТТП вносит поправки в следующие главы ТТП:
- Глава 9: Инвестиции
- Глава 10: Трансграничная торговля услугами
- Глава 11: Финансовые услуги
- Глава 13: Телекоммуникации
- Глава 15: Государственные закупки
- Глава 18: Интеллектуальная собственность
- Глава 20: Окружающая среда
- Глава 26: Прозрачность и борьба с коррупцией.

### Главы ВПТТП
В настоящее время ВПТТП состоит из 30 глав, перечисленных ниже: Измененные главы ТТП
| Глава 1  | Начальные положения и общие определения | Глава 16 | Политика конкуренции |
| Глава 2  | Национальный режим и доступ на рынок для товаров требует отмены большинства тарифов между членами и окончательной отмены приблизительно 99% тарифных позиций.                                           | Глава 17 | Государственные предприятия и определенные монополии требует от подписавших обмениваться информацией о Госпредприятиях друг с другом с целью вовлечения в вопрос государственного вмешательства в рынки. Она включает в себя наиболее подробные стандарты интеллектуальной собственности любого торгового соглашения, а также защиту от нарушения прав интеллектуальной собственности в отношении корпораций, работающих за рубежом. |
| Глава 3  | Правила происхождения и процедуры происхождения | Глава 18 | Интеллектуальная собственность |
| Глава 4  | Текстильные и швейные изделия | Глава 19 | Труд |
| Глава 5  | Таможенное администрирование и упрощение процедур торговли | Глава 20 | Среда |
| Глава 6  | Торговые средства правовой защиты | Глава 21 | Сотрудничество и наращивание потенциала |
| Глава 7  | Санитарные и фитосанитарные меры | Глава 22 | Конкурентоспособность и упрощение ведения бизнеса |
| Глава 8  | Технические барьеры в торговле | Глава 23 | Разработка |
| Глава 9  | Инвестиции | Глава 24 | Малые и средние предприятия |
| Глава 10 | Трансграничная торговля услугами | Глава 25 | Согласованность регулирования |
| Глава 11 | Финансовые услуги | Глава 26 | Прозрачность и борьба с коррупцией |
| Глава 12 | Временный въезд для деловых людей | Глава 27 | Административные и институциональные положения |
| Глава 13 | Телекоммуникации | Глава 28 | Урегулирование споров |
| Глава 14 | Электронная коммерция обязывает подписавшие ее стороны принять или, по крайней мере, соблюдать законы о защите прав потребителей с целью борьбы с мошенничеством и обманной коммерческой деятельностью. | Глава 28 | Исключения и общие положения |
| Глава 15 | Государственные закупки | Глава 30 | Заключительные положения |

## Комиссия и решения
Комиссия ВПТТП является органом принятия решений стран-членов ВПТТП относительно дальнейшей деятельности ВПТТП

### 1-е заседание комиссии (2019)
Первая встреча Комиссии, состоявшаяся в Токио 19 января 2019 года, приняла множество решений, вот некоторые из них:
- Решение об установлении процесса присоединения заинтересованных экономик к ВПТТП[18][19]
- Решение о создании правил процедуры и кодекса поведения для споров с участием Сторон[20][21][22]
- Решение о создании кодекса поведения для урегулирования споров между инвесторами и государством[23][24]

### 2-е заседание комиссии (2019)
Вторая встреча Комиссии ВПТТП состоялась 9 октября 2019 года в Окленде, Новая Зеландия.
- Впервые встретились следующие комитеты из разных стран ВПТТП[25]: 
  - Торговля товарами
  - Правила происхождения
  - Торговля сельскохозяйственной продукцией
  - Технические барьеры в торговле
  - Санитарные и фитосанитарные меры
  - Малые и средние предприятия
  - Государственные предприятия
  - Развитие
  - Сотрудничество и наращивание потенциала
  - Конкурентоспособность и упрощение процедур ведения бизнеса
  - Окружающая среда
  - Трудовой совет.

### 4-е заседание Комиссии (2021)
Четвёртое заседание Комиссии ВПТТП было проведено в виртуальном формате и организовано Японией 2 июня 2021 года.
- Решение продолжить рассмотрение заявки Соединенного Королевства (пока не удовлетворять) в качестве экономики-кандидата ВПТТП.[26]

### 5-е заседание Комиссии (2021)
Пятое заседание Комиссии ВПТТП было проведено в виртуальном формате и организовано Японией 1 сентября 2021 года.
- Решение о создании Комитета по электронной торговле, в состав которого войдут представители правительств каждой Стороны.

### 7-е заседание Комиссии (2023)
Седьмая встреча Комиссии ВПТТП состоялась 16 июля 2023 года в Окленде, Новая Зеландия.
- Решение о создании Комитета по таможенному администрированию и упрощению процедур торговли.[28]
- Подписание соглашения о присоединении Соединенного Королевства.[29]

### 8-е заседание Комиссии (2024)
Восьмая встреча Комиссии ВПТТП состоялось 28 ноября 2024 года в Ванкувере, Канада.
- Решение продолжить рассмотрение заявки Коста-Рики в качестве экономики-кандидата.[31]

## Дальнейшее расширение
Правила ВПТПП требуют, чтобы все двенадцать подписавших сторон согласились на прием дополнительных членов.

### Кандидаты
| Страна     | Статус | Дата статуса     | Источники            |
| ---------- | --- | ---------------- | -------------------- |
| Коста-Рика | Переговоры открыты | 11 августа 2022  | [ 33 ] [ 34 ]        |
| Китай      | Официальная заявка подана, блокируется США (Канада и Мексика), Австралией и Японией                                   | 16 сентября 2021 | [ 35 ] [ 36 ]        |

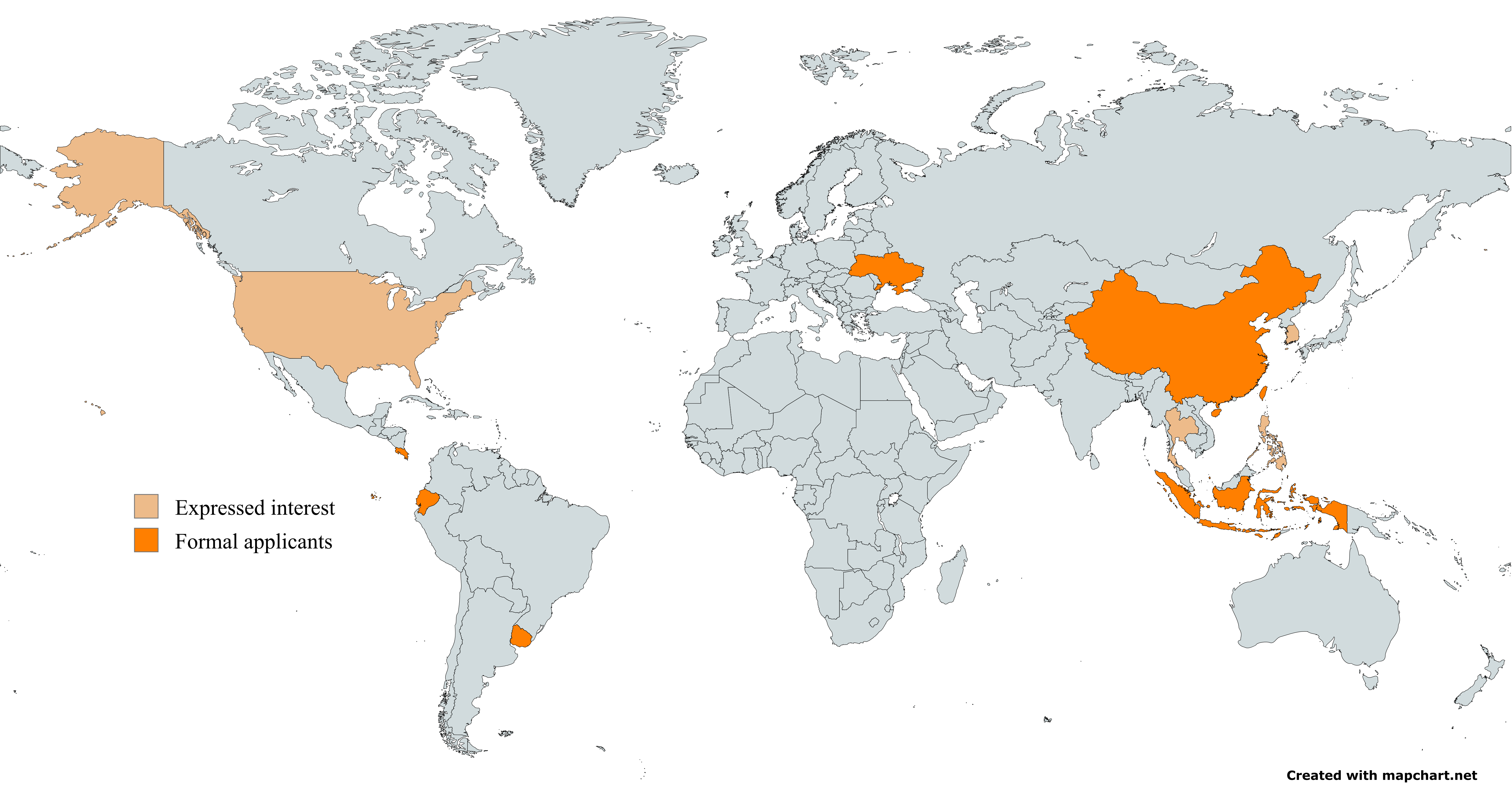
Текущие члены и желающие присоединиться

| Тайвань    | Официальное заявление подано под названием «Отдельная таможенная территория Тайвань, Пэнху, Цзиньмэнь и Мацзу (ТПЦМ)» | 22 сентября 2021 | [ 37 ] [ 38 ] [ 39 ] |
| Эквадор    | Официальная заявка подана                                                                                             | 29 декабря 2021  | [ 40 ] [ 41 ]        |
| Уругвай    | Официальная заявка подана                                                                                             | 1 декабря 2022   | [ 42 ] [ 43 ]        |
| Украина    | Официальная заявка подана                                                                                             | 5 мая 2023       | [ 43 ] [ 44 ]        |
| Индонезия  | Официальная заявка подана                                                                                             | 19 сентября 2024 | [ 45 ] [ 46 ]        |

### Путь кандидатов к ВПТТП
Китай
Китайские лидеры делали амбициозные заявления о присоединении к ТТП с 2013 года.
В мае 2020 года премьер-министр Китая Ли Кэцян заявил, что Китай готов рассмотреть вопрос о присоединении к ВПТТП.
В ноябре 2020 года и лидер Китая Си Цзиньпин заявил на саммите АТЭС-2020, что Китай «активно рассмотрит» вопрос о присоединении к ВПТТП.
В декабре 2020 года министр иностранных дел Японии Тосимицу Мотэги заявил, что «ВПТТП устанавливает высокие стандарты регулирования электронной коммерции, интеллектуальной собственности и государственных предприятий», предположив, что Китай с его значительным государственным сектором и контролем над экономикой, может столкнуться с трудностями при соблюдении этих стандартов.
16 сентября 2021 года Китай официально подал заявку на присоединение к ВПТТП.
Заявка Китая на вступление в ВПТТП вряд ли получит поддержку:
- Хотя США и не являются членом ВПТТП, они могут воспользоваться «Поправкой о разрушении» в рамках Соглашения США–Мексика–Канада, которая не позволяет Канаде и Мексике голосовать в пользу заявки Китая.[50]
- Япония также считает, что необходимо определить, готов ли Китай, подавший заявку на присоединение к ВПТТП, соответствовать её чрезвычайно высоким стандартам, что указывает на то, что Япония не поддержит китайскую заявку в текущих обстоятельствах.[51]
- Австралия будет выступать против заявки Китая до тех пор, пока Китай не прекратит торговые забастовки против австралийского экспорта и не возобновит контакты министров с австралийским правительством.[52]

Коста-Рика
Коста-Рика подала заявку на присоединение к торговому пакту ВПТТП 11 августа 2022 года.
Коста-Рика была приглашена начать переговоры о присоединении ВПТТП
Эквадор
Эквадор подал заявку на присоединение к торговому пакту ВПТТП 29 декабря 2021 года, поскольку страна стремится сократить свою зависимость от нефти и диверсифицировать свою экономику за счет экспорта.
Индонезия
Индонезия из трёх членов АСЕАН, вступающих в ВПТТП, изначально проявила наименьший интерес к подаче заявки в ВПТТП, однако продолжала следить за развитием событий в торговом блоке. В октябре 2023 года Jakarta Globe сообщила, что основной причиной отсутствия интереса Индонезии к ВПТТП была политика правительства по сокращению импортных товаров в государственных закупках в целях развития внутренней промышленности, что несовместимо с требованиями ВПТТП к членам по отмене более 98 процентов тарифов в зоне свободной торговли.
В декабре 2023 года главный министр по экономическим вопросам Айрлангга Хартарто активно обсуждал ВПТТП с британским торговым представителем в Индонезии Ричардом Грэмом - эта встреча состоялась через несколько месяцев после того, как Великобритания подписала протоколы о присоединении к ВПТТП.
В апреле 2024 года Хартарто сообщил о заинтересованности Индонезии в присоединении к ВПТТП государственному министру Великобритании по делам Индо-Тихоокеанского региона Анн-Мари Тревельян во время встречи в Лондоне. Тревельян подчеркнула, что Великобритания поддержит заявки Индонезии на вступление в ОЭСР и ВПТТП.
3 июня 2024 года Хартарто объявил, что Индонезия подаст заявку на присоединение к ВПТТП в этом году, поскольку это будет более быстрым способом получить доступ к новым рынкам, выделив отдельно Великобританию и Мексику, чем переговоры по отдельным двусторонним соглашениям.
Индонезия подала заявку на присоединение к торговому пакту ВПТТП 19 сентября 2024 года.
Тайвань
Тайвань выражал заинтересованность в присоединении к ТТП в 2016 году.
После преобразования ТТП в ВПТТП в 2018 году Тайвань заявил о своей готовности продолжить усилия по присоединению к ВПТТП.
В декабре 2020 года правительство Тайваня заявило, что подаст заявку на присоединение к ВПТТП после завершения неофициальных консультаций с существующими членами.
В феврале 2021 года Тайвань снова заявил о своей готовности подать заявку на присоединение к ВПТТП в подходящее для этого время.
Через несколько дней после того, как Китай подал заявку на присоединение к ВПТТП, Тайвань 22 сентября 2021 года направил собственную заявку на присоединение к ВПТТП, что стало одной из главных политических целей правительства Цай Инвэнь.
Украина
1 мая 2023 года правительство Украины объявило о своем намерении присоединиться к ВПТТП. Украина стремится ускорить свои усилия по восстановлению своей экономики, серьёзно пострадавшей российского вторжения в 2022 году.
Министр торговли Канады Мэри Нг выразила поддержку заявлению Украины.
Украина подала официальную заявку на присоединение к торговому блоку 5 мая 2023 года.
Уругвай
Уругвай подал заявку на присоединение к торговому пакту ВПТТП 1 декабря 2022 года.
Заявка Уругвая получила негативную реакцию со стороны Аргентины, Бразилии и Парагвая, которые входят в торговый блок МЕРКОСУР, особенно после того, как президент Уругвая Лакалье Поу начал переговоры по соглашению о свободной торговле с Китаем и заявил о своей готовности заключать сделки с другими странами. Министр иностранных дел Парагвая Хулио Арриола заявил, что «государства-члены МЕРКОСУР должны вести переговоры как блок и на основе консенсуса», сославшись на учредительные договоры организации.

### Возможные будущие кандидаты
Несколько стран выразили заинтересованность в присоединении к ВПТТП после пересмотра ТТП, в том числе Колумбия, Филиппины, Южная Корея и Таиланд.
Филиппины
Филиппины ранее хотели присоединиться к ТТП в 2016 году при Бениньо Акино, который сказал, что страна выиграет от вступления в торговый пакт. Посол Филиппин в США Хосе Мануэль Ромуальдес позже пояснил, что выход США из ТТП отодвинул заявку Филиппин на ВПТТП в низ повестки дня, однако интерес Китая к присоединению к ВПТТП сделал торговый блок снова более привлекательным для Филиппин.
В июле 2024 года заместитель министра торговли Аллан Гепти объявил, что Филиппины подадут заявку на членство в ВПТТП к концу года.
Интерес Филиппин к ВПТТП сохранился, но консультативный процесс и юридический анализ условий, необходимых для присоединения, был затянут.
Южная Корея
В январе 2021 года администрация Мун Чжэ Ин Южной Кореи объявила, что будет стремиться присоединиться к ВПТТП.
Правительство Южной Кореи официально объявило, что начнет подачу заявок на присоединение к ВПТТП в декабре 2021 года. В апреле 2022 года правительство Южной Кореи заявило, что планирует подать заявку на членство в ВПТТП до окончания пятилетнего срока президента Мун Чжэ Ина 9 мая 2022 года. Присоединение к ВПТТП повысит торговлю и инвестиции для Южной Кореи, увеличив ее валовой внутренний продукт на 0,33-0,35 процента, подсчитал государственный институт международной экономической политики Кореи. Фермеры и рыбаки выступили против этого шага, сославшись на его потенциальный ущерб сельскохозяйственному и рыбному секторам.
Таиланд
В ноябре 2021 года официальный представитель правительства Таиланда заявил, что страна намерена присоединиться к переговорам о членстве в ВПТТП, которое рассматривалось как метод стимулирования экономики Таиланда, а кроме того, это повысит конкурентоспособность тайских товаров по сравнению с конкурентами, в частности, с Малайзией и Вьетнамом, в таких секторах, как сельское хозяйство и электронная промышленность. Ожидалось, что министр иностранных дел Дон Прамудвинай подаст письмо о намерении страны подать заявку на присоединение к пакту в кабинет министров для одобрения. Но кампания против присоединения к пакту под названием «#NoCPTPP», собравшая 400 000 подписей, потребовала от премьер-министра не рассматривать возможность присоединения к пакту.
Таиланд по-прежнему заинтересован в присоединении к ВПТТП в рамках своей стратегии соглашения о свободной торговле для расширения своих торговых и инвестиционных возможностей с различными партнерами по всему миру, однако официальной заявки так и не подал.

## Торговля
В 2020 году торговля товарами между государствами-членами ВПТТП составила около 15% экспорта и около 17% импорта.
Совокупные экономики членов ВПТТП, представляющие 14,4% мирового валового внутреннего продукта, что составляет приблизительно 15,8 триллиона долларов США по состоянию на 2024 год, что делает ВПТТП одной из крупнейших в мире зон свободной торговли по ВВП наряду с НАФТА, Европейским единым рынком и ВРЭП.

## Критика
Чилийский экономист Хосе Габриэль Пальма раскритиковал договор за то, что он серьезно ограничивает суверенитет подписавших его сторон. Подписавшие его стороны подлежат международным судам и имеют ограничения на то, что могут делать их государственные предприятия. По словам Пальмы, договор затрудняет странам реализацию политики, направленной на диверсификацию экспорта, таким образом становясь так называемой ловушкой среднего дохода. В случае с Чили Пальма считает, что договор избыточен с точки зрения возможностей торговли, поскольку Чили уже имеет торговые договоры с десятью своими членами.
Напротив, экономист Клаус Шмидт-Хеббель считает, что углубление ВПТТП уже существующих торговых отношений Чили является аргументом в его пользу. По мнению Шмидта-Хеббеля, договор был важен для восстановления экономики Чили после COVID и полностью соответствует экономической политике Чили с 1990-х годов.
В середине ноября 2021 года Трибунал Вайтанги (постоянная следственная комиссия, созданная в 1975 году для расследования нарушений Новой Зеландией Договора Вайтанги), установил, что Корона не выполнила свои договорные обязательства по защите интересов маори в рамках ВПТТП, но признала, что в процессе переговоров произошло несколько серьезных изменений. Хотя Трибунал был удовлетворен тем, что взаимодействие Короны с маори согласно ВПТТП было урегулировано путем переговоров, он постановил, что положения ВПТТП об электронной коммерции и суверенитете данных представляют для маори значительные риски.

### Двусторонние соглашения о свободной торговле
- Соглашение о свободной торговле между Австралией и Чили
- Соглашение об экономическом партнерстве между Австралией и Японией
- Соглашение о свободной торговле между Австралией и Великобританией
- Соглашение о свободной торговле между Канадой и Чили
- Соглашение о свободной торговле между Канадой и Перу
- Соглашение о свободной торговле между Канадой и Великобританией
- Соглашение о непрерывности торговли между Канадой и Великобританией
- Соглашение о свободной торговле между Чили и Мексикой
- Соглашение о всеобъемлющем экономическом партнерстве между Японией и Великобританией
- Соглашение о свободной торговле между Малайзией и Новой Зеландией
- Соглашение о свободной торговле между Мексикой и Великобританией
- Соглашение о свободной торговле между Новой Зеландией и Великобританией
- Соглашение о свободной торговле между Сингапуром и Великобританией
- Соглашение о свободной торговле между Соединенным Королевством и Вьетнамом